# Tramwaje w Bytomiu
Tramwaje w Bytomiu – element systemu komunikacji tramwajowej Górnośląsko-Zagłębiowskiej Metropolii, który funkcjonuje na terenie Bytomia od 1894. Sieć tramwajowa łączy dzielnice: Bobrek, Łagiewniki, Rozbark, Stroszek-Dąbrowę Miejską, Szombierki oraz Śródmieście, a w przeszłości sieć ta docierała również do dzielnic: Karb, Miechowice i Stolarzowice.
Sieć ta należy do Tramwajów Śląskich. Ma ona charakter promienisty z koncentracją na placu Sikorskiego, skąd linie biegną w sześciu kierunkach. Na terenie Bytomia zlokalizowana jest zajezdnia, która należy do Rejonu Komunikacyjnego nr 3 Tramwajów Śląskich.

## Historia

### Okres 1894–1898

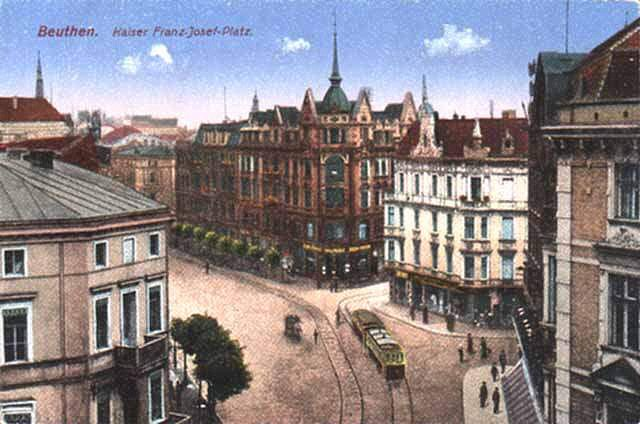
Tramwaj wąskotorowy na pl. Kościuszki (pocztówka z ok. 1915)

Historia tramwajów w Bytomiu sięga końca XIX wieku, kiedy to 27 maja 1894 uruchomiono pierwszą linię tramwaju na Górnym Śląsku, a właściwie parowej kolei miejskiej, biegnącą z Bytomia przez Rozbark, Szarlej do Deutsch Piekar (dzisiaj Piekary Śląskie). W sierpniu oraz grudniu 1894 oddano kolejne odcinki linii, przedłużając ją do Gliwic przez Zabrze. Uruchomiono również pierwsze warsztaty i zajezdnię w Rozbarku przy dzisiejszej ulicy Stanisława Witczaka. Lokomotywy używane wówczas były konstrukcjami parowymi, dostarczonymi przez niemiecką firmę Hohenzollern A.G. für Lokomotivbau z Düsseldorfu, a cała linia liczyła 34,5 km długości.
Ze względu na duże korzyści, 29 września 1898, na podstawie koncesji uzyskanej od miasta, spółka Oberschlesische Dampfstraßenbahn otworzyła kolejną linię biegnącą z Bytomia przez Szombierki, Biskupice do Zabrza.

### Okres 1898–1914
Dzięki uruchomieniu kolejno w 1897 i 1898 elektrowni w Zabrzu i w Chorzowie, po czterech latach od wprowadzenia napędu parowego postanowiono rozpocząć realizację planu wprowadzenia trakcji elektrycznej.
Kolejnym etapem rozwoju bytomskich tramwajów było otwarcie sieci tramwajów miejskich (Städtische Straßenbahn Beuthen), o prześwicie torów 1435 mm. 23 listopada 1913 uruchomiono normalnotorowe linie biegnące z bytomskiego rynku do Miechowic z odcinkiem Karb – Dąbrowa Miejska oraz linię łącząca rynek z ulicą Piekarską, gdzie powstała również zajezdnia. W latach późniejszych również linie wąskotorowe rozpoczęto przebudowywać na normalną szerokość toru.

### Lata międzywojenne
Po zakończeniu I wojny światowej linie bytomskich tramwajów zostały podzielone granicą pomiędzy Polską a Niemcami. Linie zostały przecięte na odcinkach Bytom – Królewska Huta, Bytom – Świętochłowice, Szombierki – Chebzie, Bytom – Piekary Śląskie oraz dwukrotnie na odcinku Bobrek – Biskupice. Skutkiem okazał się podział majątku spółki Schlesische Kleinbahn AG: 1 stycznia 1922 spółka Oberschlesische Kleinbahnen und Elektrizitats Werke AG przejęła linie po stronie polskiej (83 km), natomiast spółka Oberschlesische Dampfstraßenbahn G.m.b.H. – po niemieckiej (45,5 km).
Okres międzywojenny stał się czasem masowego przekuwania na tor normalnej szerokości. W Bytomiu pierwsze tory wąskie przekuto na przełomie lat 1930 i 1931, a prace zakończono cztery lata później. Bytomskie Tramwaje jako jedyne na Śląsku pozostały w całości własnością miasta, co pozwoliło na dalszy rozwój po stronie niemieckiej. Dzięki temu powstały kolejne odcinki normalnotorowe – w 1925 uruchomiono odcinek z Miechowic przez Rokitnicę do Wieszowy. Dwa lata później otwarto linię prowadzącą z bytomskiego rynku ulicą Krakowską przez Pogodę do kopalni rud nieżelaznych Nowy Orzeł Biały, a w 1928 oddano do ruchu odcinek z Rokitnicy do Helenki. W Śródmieściu Bytomia przy modernizacji zmiany szerokości torów zmianie uległo kilka połączeń. Zlikwidowano linię wąskotorową na ulicy Dworcowej, a w zamian utworzono pętlę przebiegającą ulicami: Sądową, Powstańców Warszawskich i Jagiellońską wraz z dworcem tramwajowym na dzisiejszym placu Sikorskiego.
5 marca 1931 uruchomiono pierwsze pospieszne połączenie tramwajowe relacji Bytom – Gliwice, oznaczone literą „E” (pochodzącą od niemieckiego Eilzug, szybki tramwaj). Linia ta funkcjonowała do października 1941 roku.
W 1938 Bytom posiadał 18,25 km linii tramwajowych.

### 1945–1989

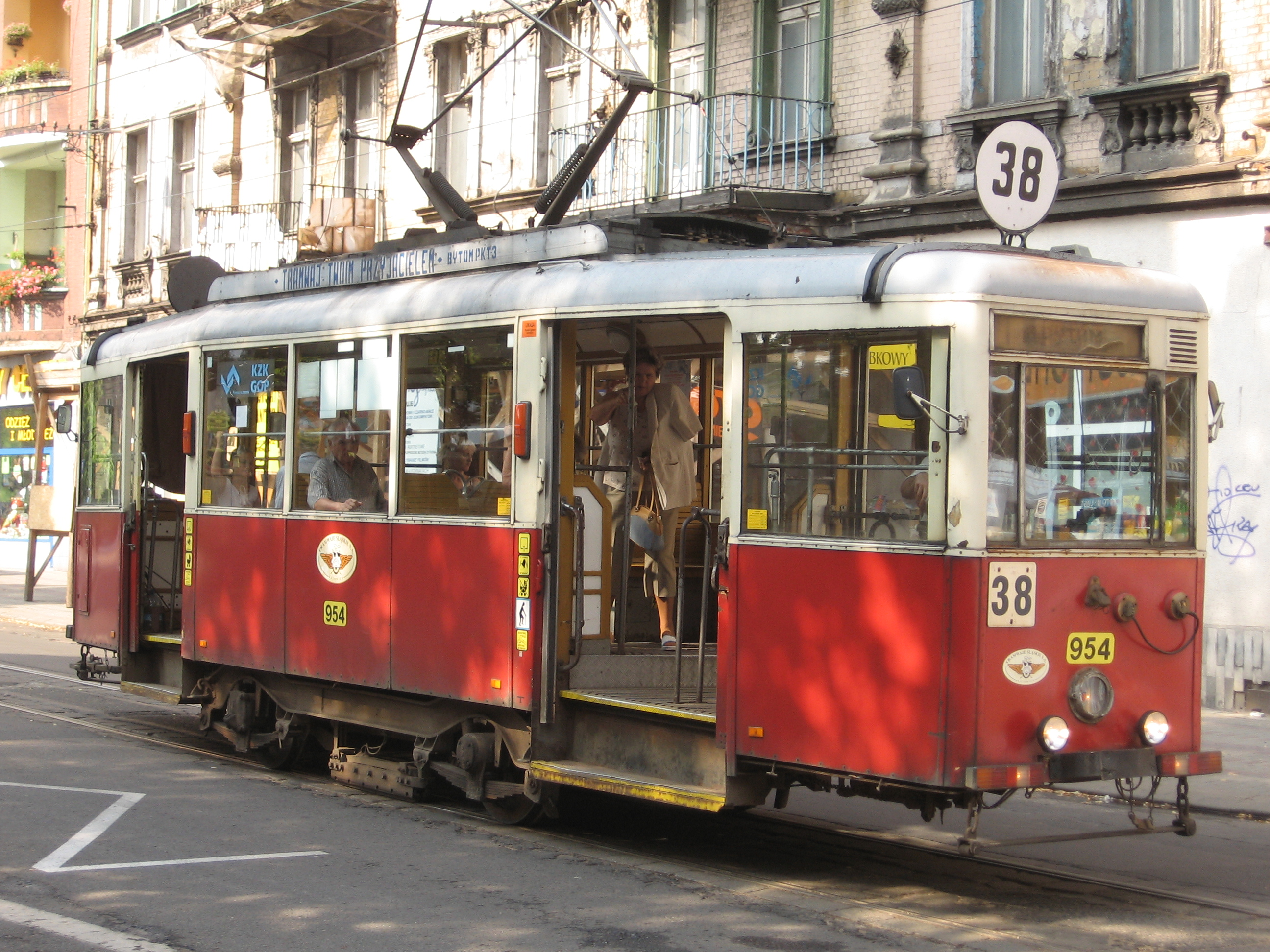
Konstal N z 1949 roku na ul. Piekarskiej

Po zakończeniu II wojny światowej tramwaje w Bytomiu zaczęły kursować 19 marca 1945, natomiast 15 listopada utworzono związek międzykomunalny Śląsko-Dąbrowskie Linie Komunikacyjne z siedzibą w Katowicach. Związek ten przejął kontrolę nad całą siecią tramwajową. Dwa lata później uchwałą Wojewódzkiej Rady Narodowej w Katowicach z dnia 27 lutego 1951 Śląsko-Dąbrowskie Linie Komunikacyjne przekształcono w Wojewódzkie Przedsiębiorstwo Komunikacyjne w Katowicach, a bytomskie tramwaje znalazły się pod rządami tychże przedsiębiorstw.
W dniu 31 grudnia 1949 bytomskie tramwaje kursowały na następujących liniach:
| Numer linii | Trasa                                                                                              |
| ----------- | -------------------------------------------------------------------------------------------------- |
| 5           | Bytom – Szombierki – Bobrek – Zabrze                                                               |
| 6           | Bytom – Chorzów – Katowice                                                                         |
| 7           | Bytom – Świętochłowice – Katowice – Mysłowice                                                      |
| 8           | Piekary Śląskie - Szarlej – Rozbark (Bytom) – Brzeziny Śląskie - Dąbrówka Wielka (Piekary Śląskie) |
| 9           | Bytom – Chebzie – Wirek – Chorzów                                                                  |
| 11          | Bytom – Chorzów – Wirek – Katowice II                                                              |
| 17          | Łagiewniki – Chropaczów – Lipiny                                                                   |
| 31          | Bytom – Miechowice – Wieszowa                                                                      |
| 31a         | Bytom – Karb – Miechowice                                                                          |
| 32          | Bytom – Miechowice – Stolarzowice                                                                  |
| 33          | Karb – Dąbrowa Miejska                                                                             |
| 34          | Bytom Kopalnia „Nowy Orzeł Biały” – Zajezdnia                                                      |
| 34a         | Bytom Plac Inwalidów Wojennych – Zajezdnia                                                         |

W latach 1952–1958 przedłużono linię z kopalni Nowy Orzeł Biały do Brzezin Śląskich. W dalszej rozbudowie linii przeszkodził wiadukt kolejowy. Linię zakończono i zbudowano tam pętlę. Z dniem 31 grudnia 1956 rozebrano torowisko przy ulicy Krakowskiej. Następnie w 1960 wskutek szkód górniczych unieruchomiono czynną prawie od 50 lat zajezdnię przy ulicy Piekarskiej.

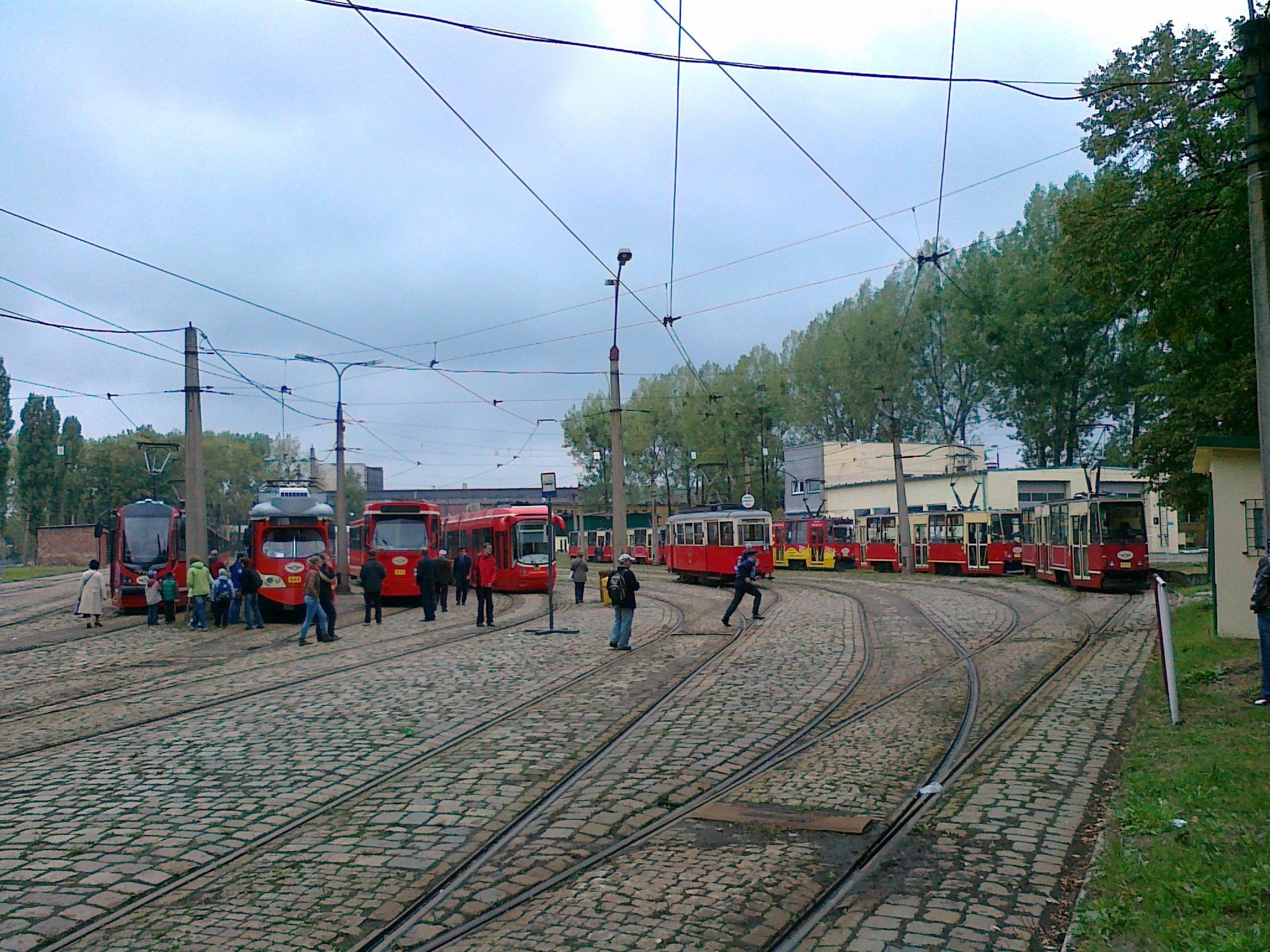
Zajezdnia Stroszek, otwarta w 1968

1 września 1967 rozpoczęto budowę linii na Stroszek. Linię wraz z zajezdnią na końcu trasy oddano do użytku w czerwcu 1968. W tym samym czasie zlikwidowano zajezdnię w Rozbarku oraz wybudowano odcinek toru przy ulicy Chrzanowskiego w celu połączenia z ulicą Wrocławską. Także w tym miesiącu, ze względu na zły stan torowiska (szkody górnicze) i stosunkowo małą liczbę pasażerów, zlikwidowano odcinek Rokitnica-Mikulczyce, a kursującą tam od Rynku w Bytomiu do Mikulczyc linię 33 skrócono do Miechowic. W 1971 miały miejsce znaczne zmiany w układzie sieci tramwajowej centrum miasta. Zlikwidowano tor przy ulicy Powstańców Warszawskich (od Moniuszki) i przy dworcu, a także znaczny fragment sieci dawnych tramwajów miejskich w części ulicy Wrocławskiej, placu Kościuszki oraz ulicach: Gliwickiej, Jainty i Pokoju. W to miejsce zbudowano tor przy ulicy Moniuszki oraz Jagiellońskiej. Nowy układ torowy zaczął funkcjonować od 10 września 1971. Na Placu Sikorskiego wybudowano dodatkowy trzeci tor postojowy.
W latach siedemdziesiątych usunięto część linii w Bytomiu. 1 września 1976 skrócono linię z Karbia do Dąbrowy Miejskiej do ulicy Celnej. Cztery lata później zamknięto całą linię w Karbiu od ulicy Konstytucji do ulicy Celnej. W 1979 zlikwidowano ruch tramwajowy na ulicy Piekarskiej, który przywrócono 10 lutego 1982 pod numerem 38. Pierwszy etap likwidacji linii z Bytomia Pogody do Piekar Śląskich zakończono 27 kwietnia 1979, kiedy zamknięto odcinek z Piekar Śląskich do Szarleja, który został zlikwidowany całkowicie trzy lata później.
Ze względu na przebudowę wąskiego tunelu pod mostem kolejowym w Karbiu 1 maja 1983 zawieszono ruch w kierunku Miechowic, Rokitnicy, Wieszowy i Stolarzowic. Od tej pory tramwaje kończyły bieg przy ul. Łużyckiej. Po trwającej 10 lat przebudowie nie było już sensu rekonstruować trasy do Rokitnicy i dalej, co dla ówczesnego PKT Katowice byłoby bardzo kosztowne.

### Okres po 1989

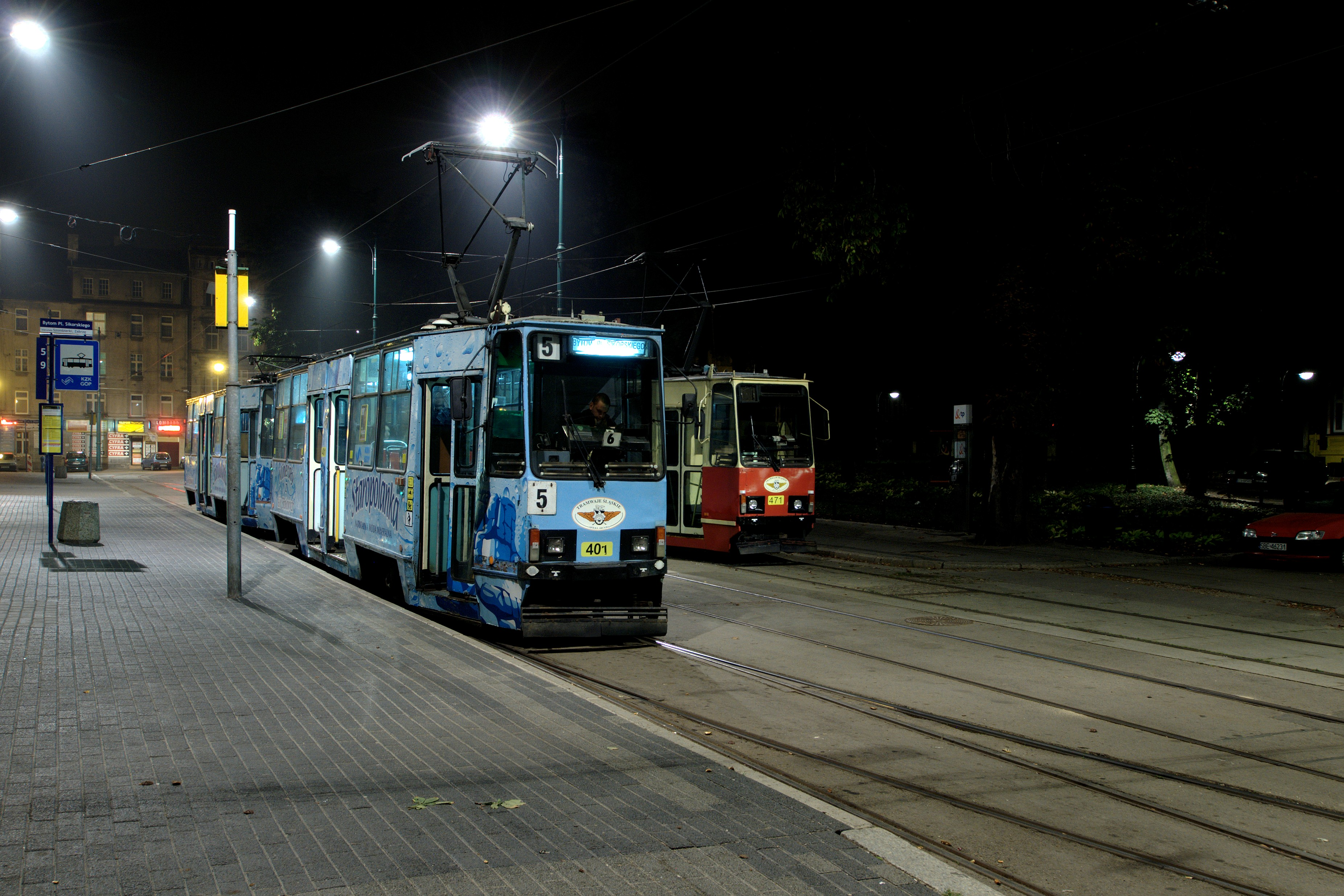
Tramwaje Konstal 105Na na pl. Sikorskiego

Po 1989, wraz z przemianami ustrojowymi nastąpiły przekształcenia w organizacji komunikacji miejskiej na terenie konurbacji górnośląskiej. W 1991 rozdzielono WPK na kilkanaście przedsiębiorstw, w tym Przedsiębiorstwo Komunikacji Tramwajowej w Katowicach, które w 2003 przekształcono w spółkę Tramwaje Śląskie.
Od połowy 2000 trwała modernizacja torowiska linii 6 i 41. Na przełomie marca i kwietnia 2006 zlikwidowano linię 8, która została zastąpiona na odcinku Pętla Wrocławska – Plac Sikorskiego linią 31, później też zlikwidowaną. 1 sierpnia 2008 zawieszono kursy linii 7 z Łagiewnik Targowiska do Placu Sikorskiego z powodu fatalnego stanu technicznego tego odcinka linii. Także w tym roku odbył się gruntowny remont placu Sikorskiego przeprowadzony przez, obejmujący nowe torowisko oraz chodniki.
W lutym 2011 włodarze miast konurbacji górnośląskiej podjęli decyzję o rozpoczęciu projektu „Modernizacja infrastruktury tramwajowej i trolejbusowej w Aglomeracji Górnośląskiej wraz z infrastrukturą towarzyszącą”, w ramach którego ma zostać zmodernizowanych 48 kilometrów torowisk. Na terenie Bytomia zaplanowano odbudowę trasy wzdłuż ul. Świętochłowickiej i Łagiewnickiej w Łagiewnikach, a także modernizację następujących odcinków:
- ulice Powstańców Warszawskich i Moniuszki,
- ul. Katowicka (odcinek od ul. Jagiellońskiej do pl. Kościuszki),
- ulice Jagiellońska i Karola Miarki,
- przejazd przez ul. Zabrzańską.

Prace budowlane nad odbudową dwutorowej linii w Łagiewnikach rozpoczęto w maju 2013. Po ponad roku, 29 czerwca 2014 wznowiono liniowe kursowanie tramwajów na 2,5-kilometrowym odcinku Bytom Łagiewnicka – Łagiewniki Targowisko.

## Plany na przyszłość
Miasto Bytom zapowiada powrót tramwajów pod Dworzec w 2028 jeżeli uda się pozyskać dofinansowanie z środków unijnych.

## Zajezdnia tramwajowa

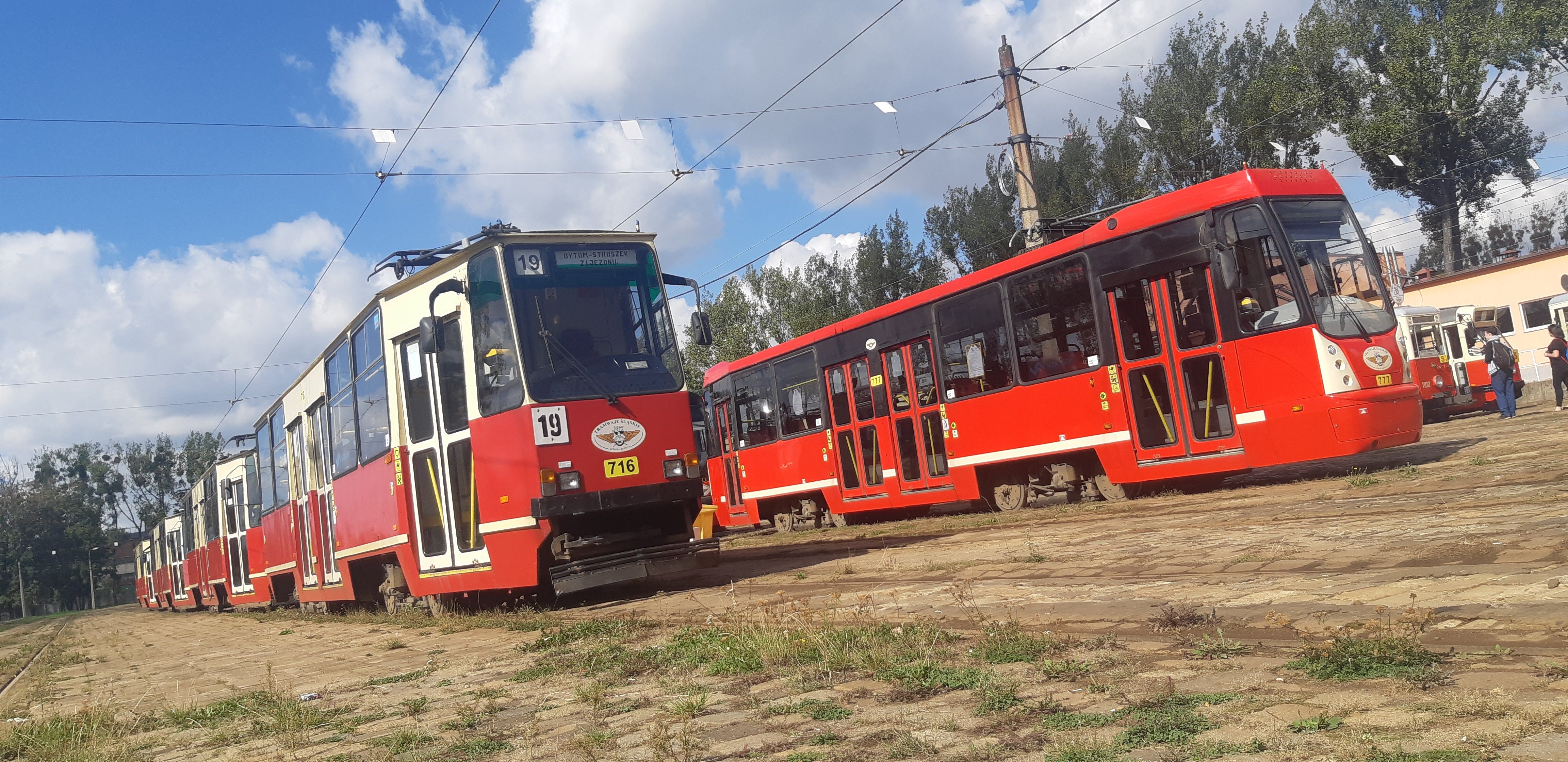
Plac postojowy zajezdni (2018)

## Linie tramwajowe
Według stanu na 1 lipca 2025, przez Bytom przebiega 8 linii tramwajowych. Są to:
| Linia | Przystanek początkowy     | Przystanek końcowy            | Liczba przystanków | Miasta                                                | Zajezdnia                   | Obsługa taborem niskopodłogowym |        |
| ----- | ------------------------- | ----------------------------- | ------------------ | ----------------------------------------------------- | --------------------------- | ------------------------------- | ------ |
| 2     | Bytom Plac Sikorskiego    | Gliwice Zajezdnia             | 26                 | Bytom, Zabrze, Gliwice                                | Stroszek, Gliwice           | N                               | [ 25 ] |
| 5     | Bytom Plac Sikorskiego    | Zaborze Pętla                 | 26                 | Bytom, Zabrze                                         | Stroszek, Gliwice           | T                               | [ 26 ] |
| 7     | Bytom Plac Sikorskiego    | Zawodzie Centrum Przesiadkowe | 37                 | Bytom, Świętochłowice, Chorzów, Katowice              | Zawodzie, Stroszek          | T                               | [ 27 ] |
| 9     | Bytom Plac Sikorskiego    | Chorzów Stadion Śląski        | 36                 | Bytom, Ruda Śląska, Świętochłowice, Chorzów           | Stroszek, Gliwice           | N                               | [ 28 ] |
| 19    | Katowice Plac Wolności    | Stroszek Zajezdnia            | 41                 | Katowice, Chorzów, Bytom                              | Stroszek                    | T                               | [ 29 ] |
| 20    | Chebzie Pętla             | Zawodzie Zajezdnia            | 43                 | Ruda Śląska, Świętochłowice, Bytom, Chorzów, Katowice | Gliwice, Stroszek, Zawodzie | T                               | [ 30 ] |
| 30    | Biskupice Pętla           | Bytom Plac Sikorskiego        | 14                 | Zabrze, Bytom                                         | Stroszek                    | N                               | [ 31 ] |
| 38    | Bytom Powstańców Śląskich | Bytom Plac Sikorskiego        | 7                  | Bytom                                                 | Stroszek                    | T                               | [ 32 ] |

Dodatkowo przez Bytom przejeżdżają linie 0 relacji Chorzów Stadion Śląski Pętla Zachodnia - Katowice Plac Wolności, 3 w relacji Zabrze Pole Ludwik - Makoszowy Pętla oraz 11 relacji Chorzów Metalowców - Katowice Plac Miarki. Spowodowane jest to obsługą przez zajezdnię Stroszek.